# Ophiusa tirhaca
Ophiusa tirhaca är en fjärilsart som beskrevs av Pieter Cramer 1780. Ophiusa tirhaca ingår i släktet Ophiusa och familjen nattflyn. Inga underarter finns listade i Catalogue of Life.

## Bildgalleri

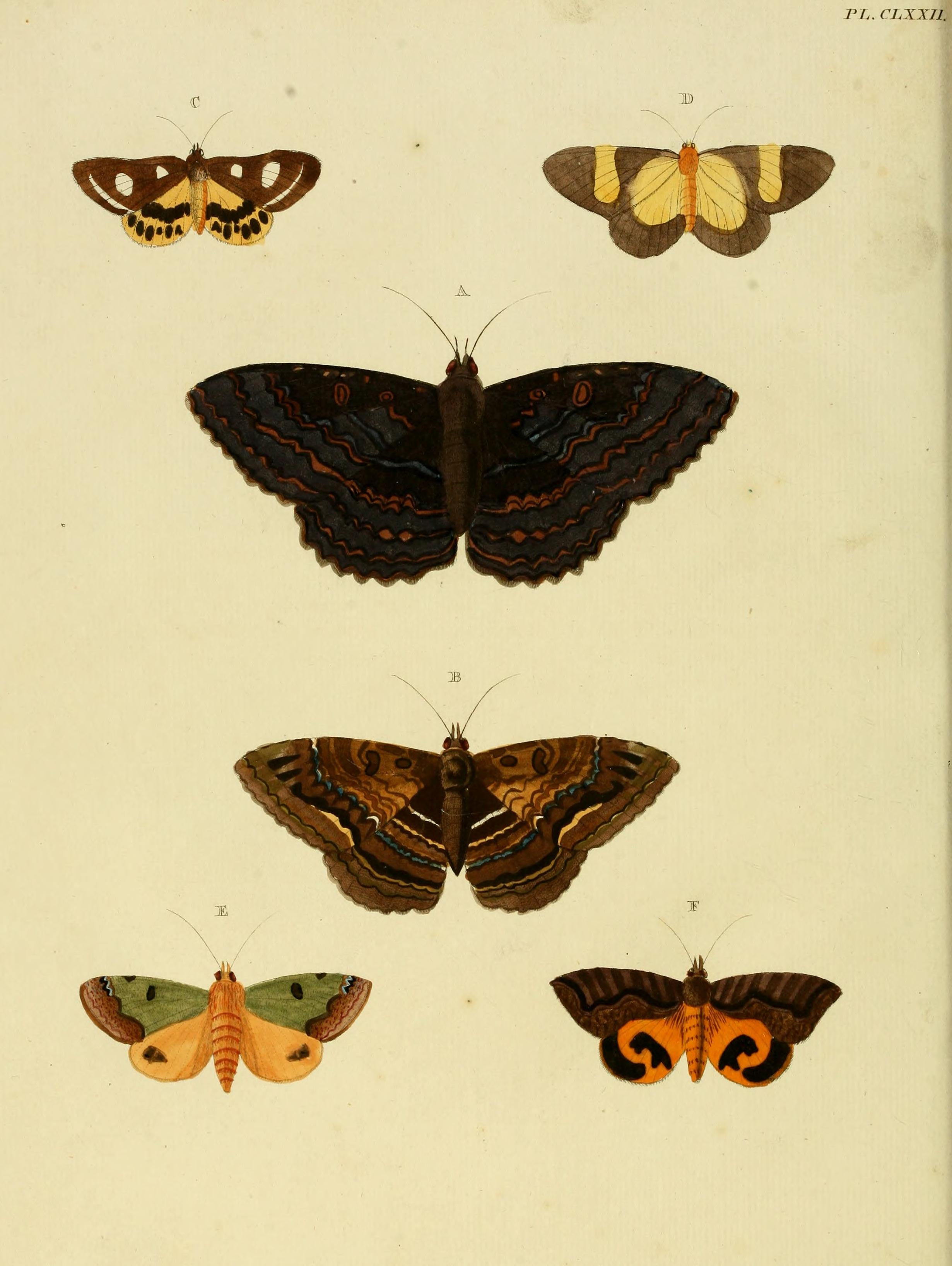
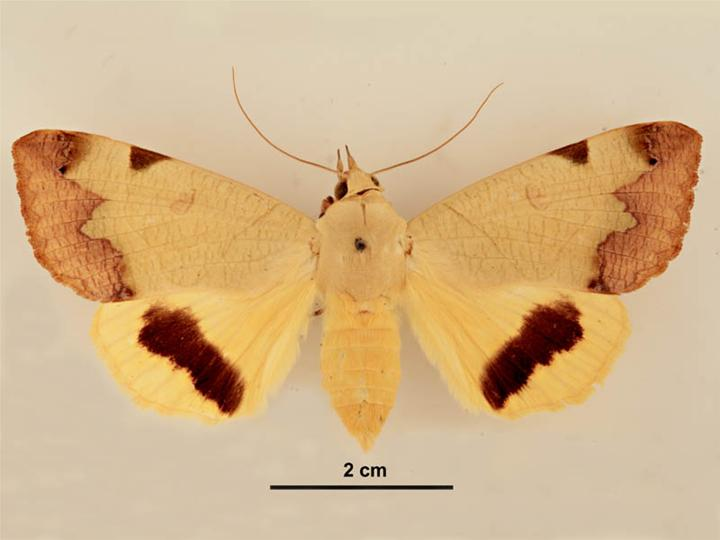
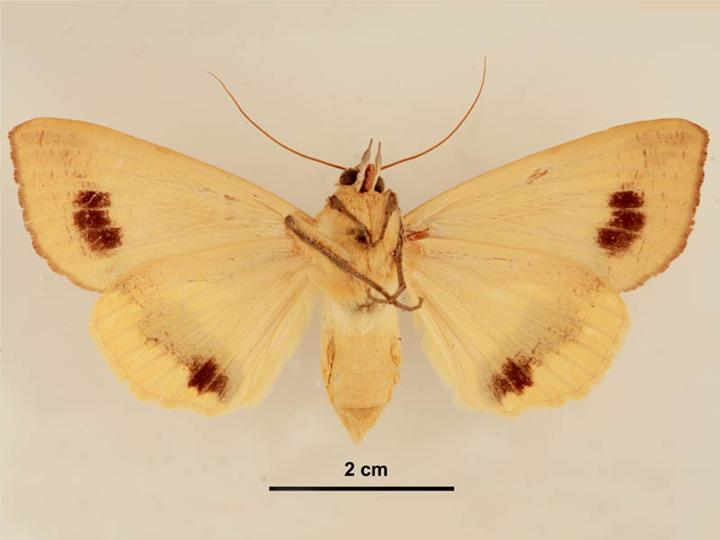
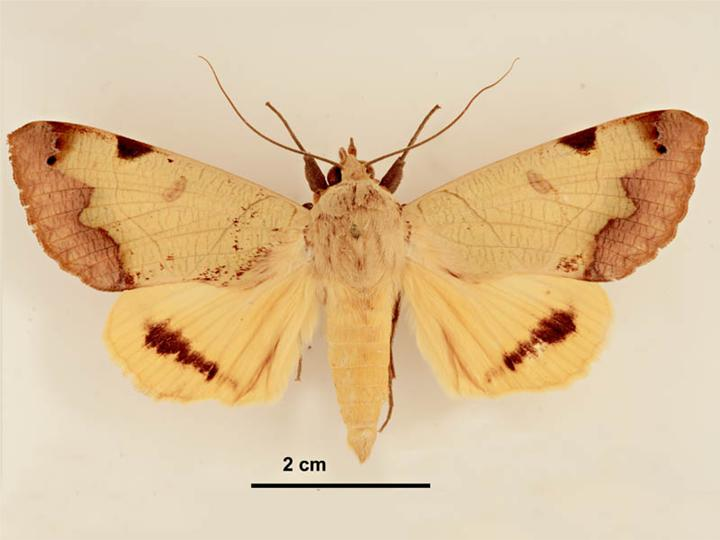
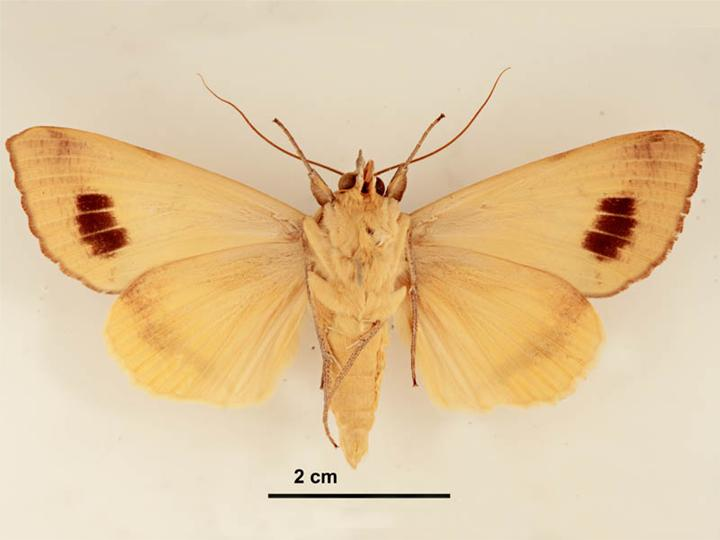
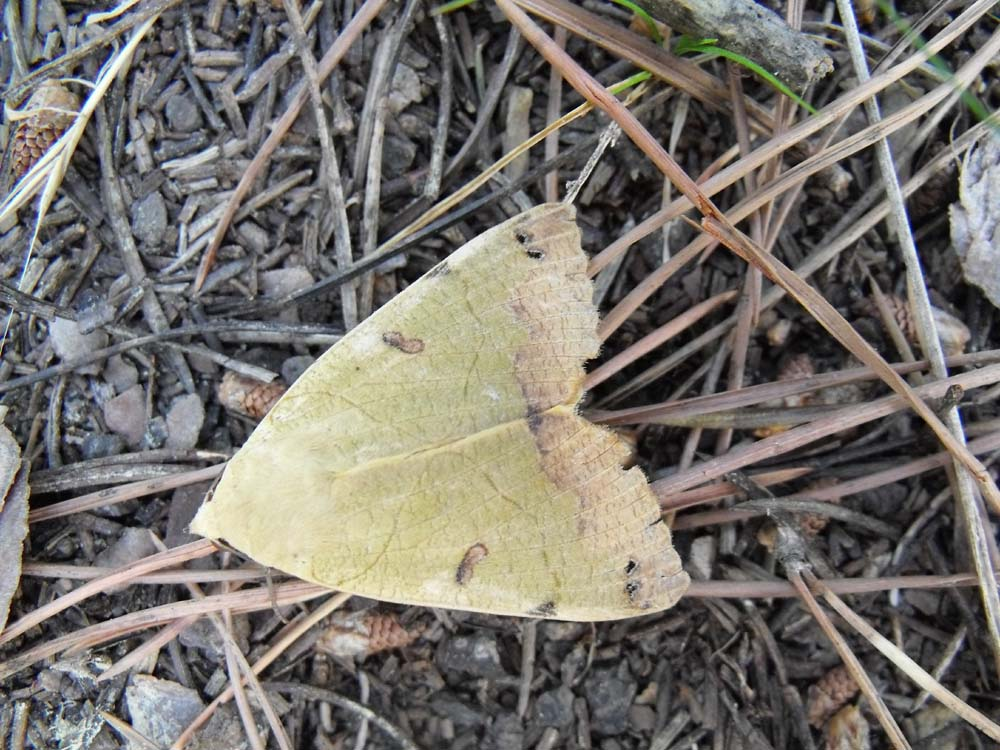